# Sirak
Sirak (lat. Sorghum) je rod brojnih biljnih vrsta iz porodice trava (lat. Poaceae). Najpoznatija vrsta je sirak metlaš (Sorghum bicolor, nekada S. vulgare), a ima ih 29. Neke od njih se uzgajaju kao žitarice, druge kao stočna hrana ili za proizvodnju sirupa i alkoholnih pića. 
U Kini se od nekih vrsta proizvodi jedno od njihovih najpoznatijih pića maotai. U Indiji se koristi za proizvodnju biodizela. Vrste iz ovog roda su peta najvažnija grupa žitarica na svijetu. Posebno su važne u Africi, Srednjoj Americi i Južnoj Aziji. 
Prirodno područje rasprostiranja su tropski i suptropski dijelovi svijeta. Mnoge vrste su otporne na sušu i visoke temperature pa su pogodne za uzgajanje u sušnim područjima. U početnim stadijima razvoja imaju u sebi kemijske tvari, koje mogu biti otrovne za životinje. 

## Vrste
- Sorghum amplum
- Sorghum angustum
- Sorghum arundinaceum
- Sorghum bicolor
- Sorghum brachypodum
- Sorghum bulbosum
- Sorghum burmahicum
- Sorghum controversum
- Sorghum × drummondii
- Sorghum ecarinatum
- Sorghum exstans
- Sorghum grande
- Sorghum halepense
- Sorghum interjectum
- Sorghum intrans
- Sorghum laxiflorum
- Sorghum leiocladum
- Sorghum macrospermum
- Sorghum matarankense
- Sorghum miliaceum
- Sorghum nitidum
- Sorghum plumosum
- Sorghum propinquum
- Sorghum purpureosericeum
- Sorghum stipoideum
- Sorghum timorense
- Sorghum trichocladum
- Sorghum versicolor
- Sorghum virgatum

## Vanjske poveznice
|  | Zajednički poslužitelj ima još gradiva o temi Sorghum |
|  | Wikivrste imaju podatke o taksonu Sorghum             |